# Station Golspie
Station Golspie (Engels: Golspie railway station; Schots-Gaelisch: Stèisean Goillspidh) is het spoorwegstation van de Schotse plaats Golspie, aan de zuidkant van het dorp. Het station ligt aan de Far North Line.
In 2002 werd het stationsgebouw omgebouwd tot een privéwoning.